# میل می-۳۸

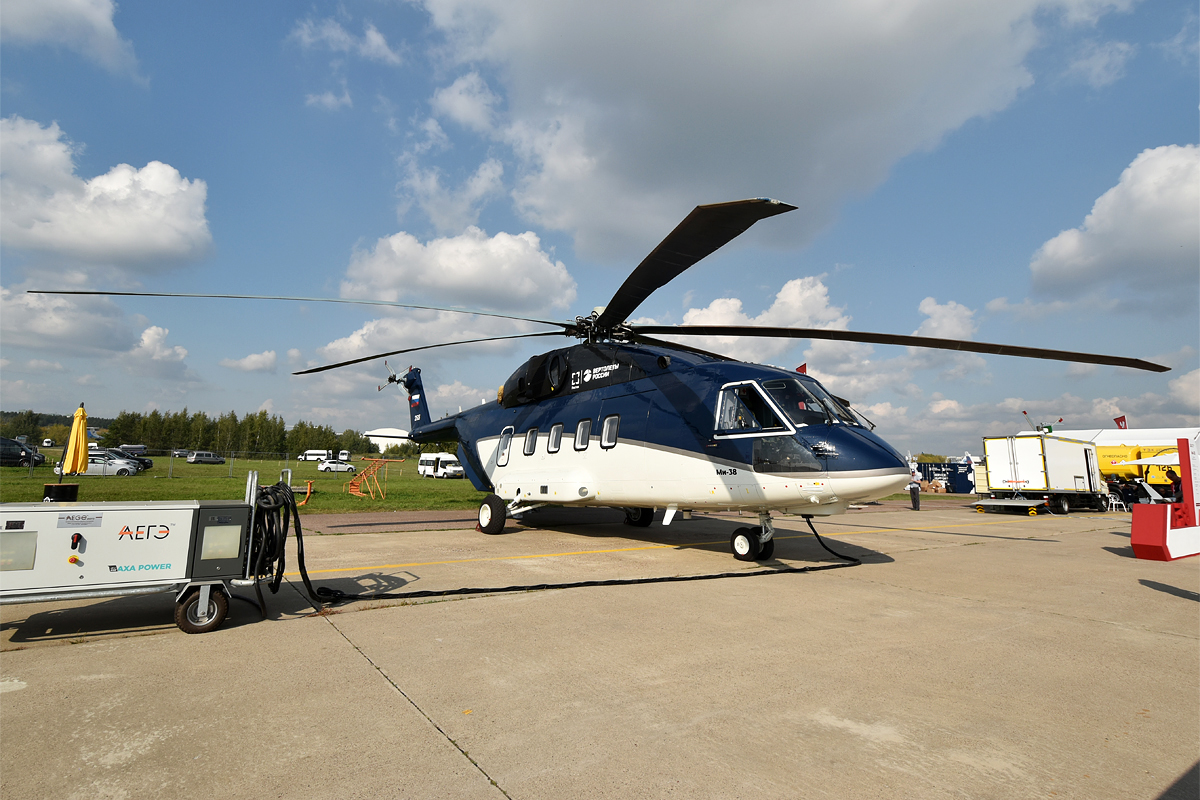

میل می-۳۸ یک بالگرد ترابری طراحی شده توسط کارخانه هلیکوپترسازی مسکو میل می‌باشد.
این بالگرد در ابتدا به عنوان جایگزینی برای میل می-۸ و میل می-۱۷ در نظر گرفته شده بود.
این پرنده در نسخه‌های نظامی و غیرنظامی به بازار عرضه می‌شود و اولین پرواز خود را در تاریخ ۲۲ دسامبر ۲۰۰۳ انجام داد.

## طراحی و ساخت
سازنده قصد دارد می-۳۸ را با سیستم جدید اویونیک Tranzas (نوعی کابین شیشه ای خلبان) و ملخ‌های کامپوزیتی روتور اصلی ارائه دهد.
میل-۳۸ با یک جفت موتور کلیموف TV7-117V توربوشفت عرضه می‌گردد.
دومین پیش‌نمونه با موتور Pratt & Whitney Canada PW127/TS در سال ۲۰۱۰ پرواز کرد. سومین پیش‌نمونه در سال ۲۰۱۳ در کارخانه بالگردسازی کازان مونتاژ گردید. با این حال به دلیل تحریم‌ها علیه روسیه، موتور پرات اند ویتی در نسخه نهایی عرضه نخواهد شد.
پیش‌نمونه‌های این بالگرد تا کنون ۵ رکورد در کلاس E1h ثبت کردند. پیش‌نمونه دوم یک رکورد رسیدن به ارتفاع ۸۶۲۰ متری (۲۸۲۸۰ پا) بدون بار ثبت کرده‌است. دومین و سومین رکورد مربوط به سرعت اوج‌گیری بودند. این بالگرد در ۶ دقیقه به ارتفاع ۳۰۰۰ متری (۹۸۴۳ پا) رسید و آن را تا ۶۰۰۰ متری (۱۹۶۸۵پا) در ۱۰ دقیقه و ۵۲ ثانیه افزایش داد. دو رکورد بعدی مربوط به ارتفاع بودند. رکورد اول ثبت ارتفاع ۷۸۹۵ متری (۲۵۹۰۲ پا) با ۱۰۰۰ کیلوگرم (۲۲۰۵ پاوند) بار بود. رکورد دوم هم ثبت ارتفاع ۷۰۲۰ متری (۲۳۰۳۱ پا) با بار ۲۰۰۰ کیلوگرمی (۴۴۰۹ پاوند) بود.
در ۳۰ دسامبر ۲۰۱۵، آژانس هوایی فدرال گواهی تکمیل تست و صدور گواهینامه و تحویل اولین نمونه می-۳۸ را صادر کرد. گواهی بر اساس سومین و چهارمین تست پیش‌نمونه‌ها با موتورهای ۲۵۰۰ شفت اسب بخاری کلیموف TV7-117V بود.
در ۱۰ ژانویه ۲۰۱۸، بالگردسازی کازان اعلام کرد تولید انبوه می-۳۸ آغاز شده‌است. نیروهای مسلح روسیه خرید ۱۵ فروند از این مدل تا سال ۲۰۲۰ را در نظر دارد.
در ۲۳ نوامبر ۲۰۱۸ مدل نظامی این بالگرد با اسم Mi-38T اولین پرواز خود را انجام داد. قائم مقام بالگردسازی کازان، وادیم لیگای، اظهار داشت که میل ۳۸ هم‌اکنون توانایی پرواز با ۳۰ مسافر را دارد. پیش‌بینی می‌شود تحویل Mi-38T به نیروهای مسلح روسیه از ابتدای ۲۰۱۹ انجام شود.

## نگارخانه

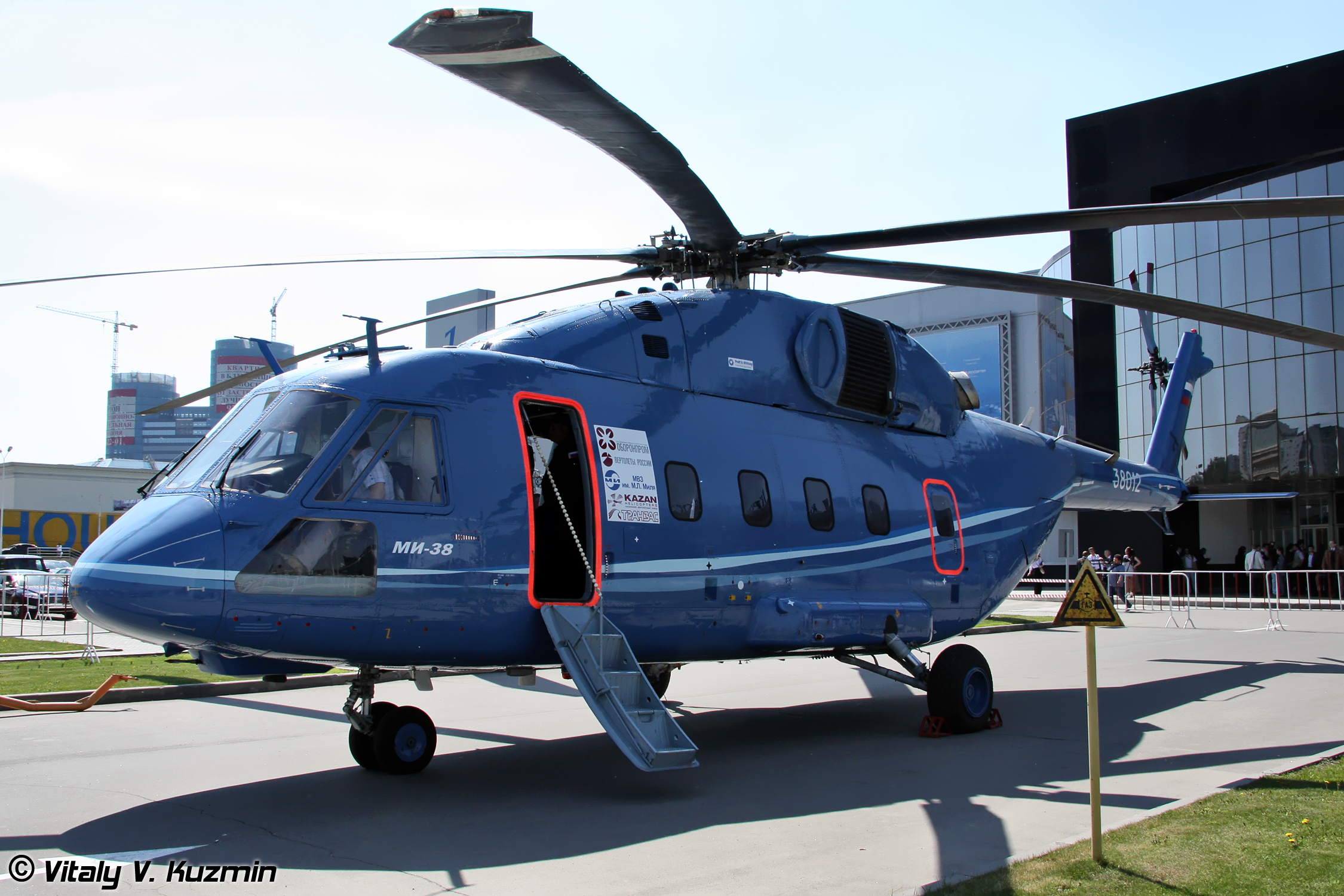
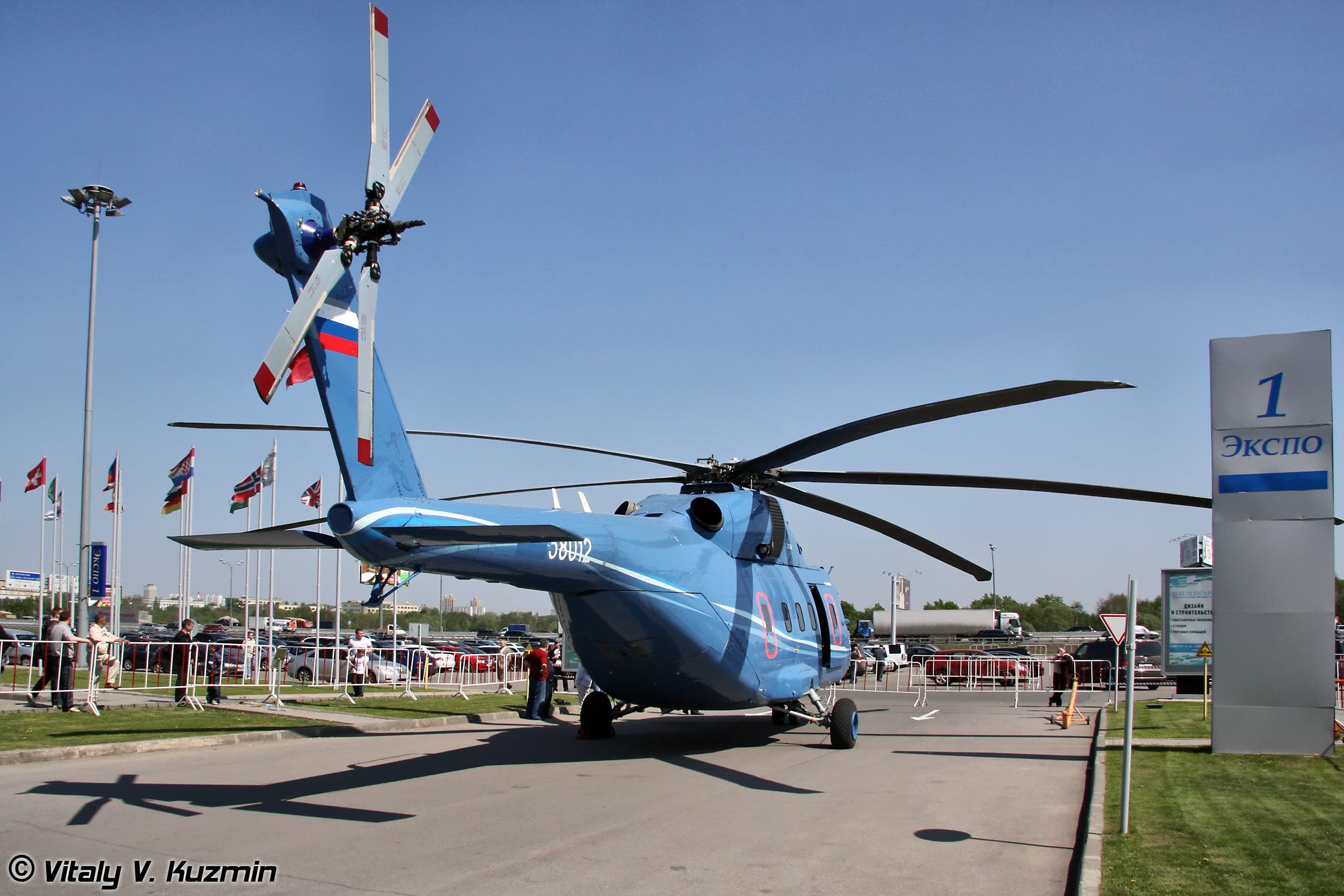
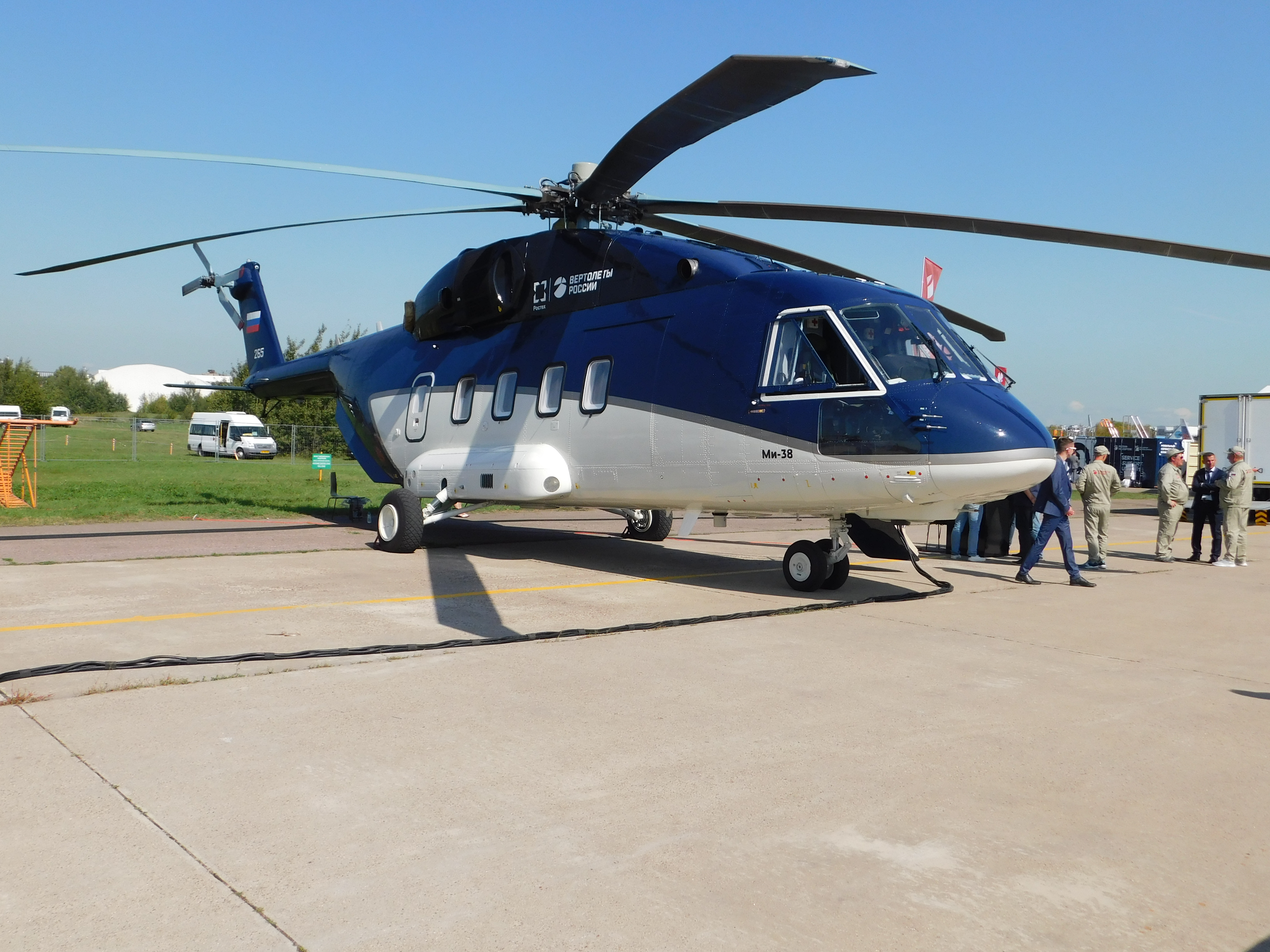
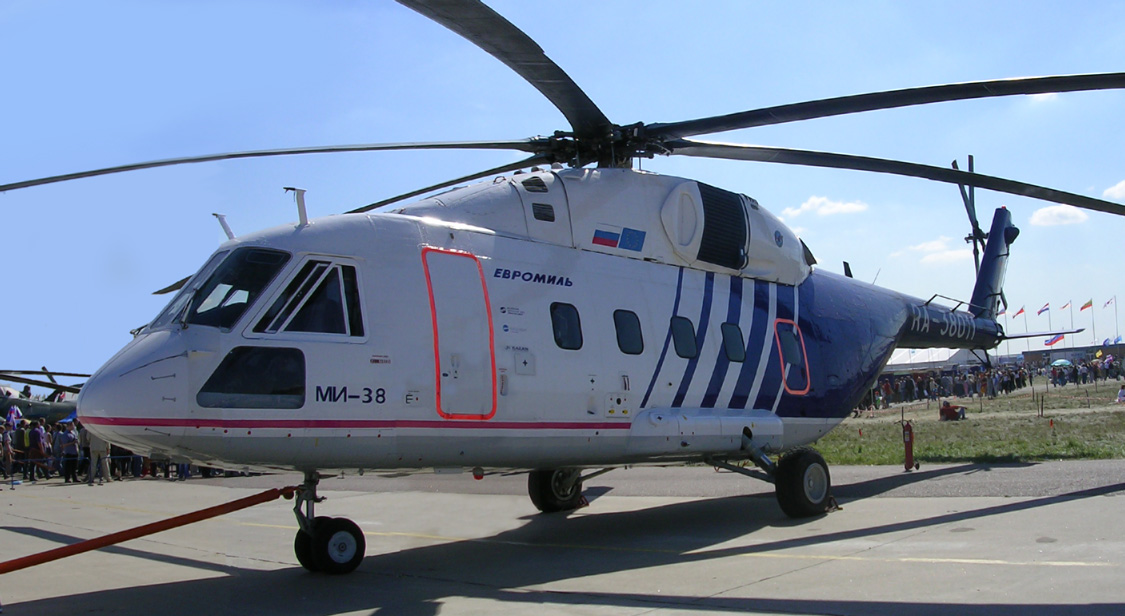
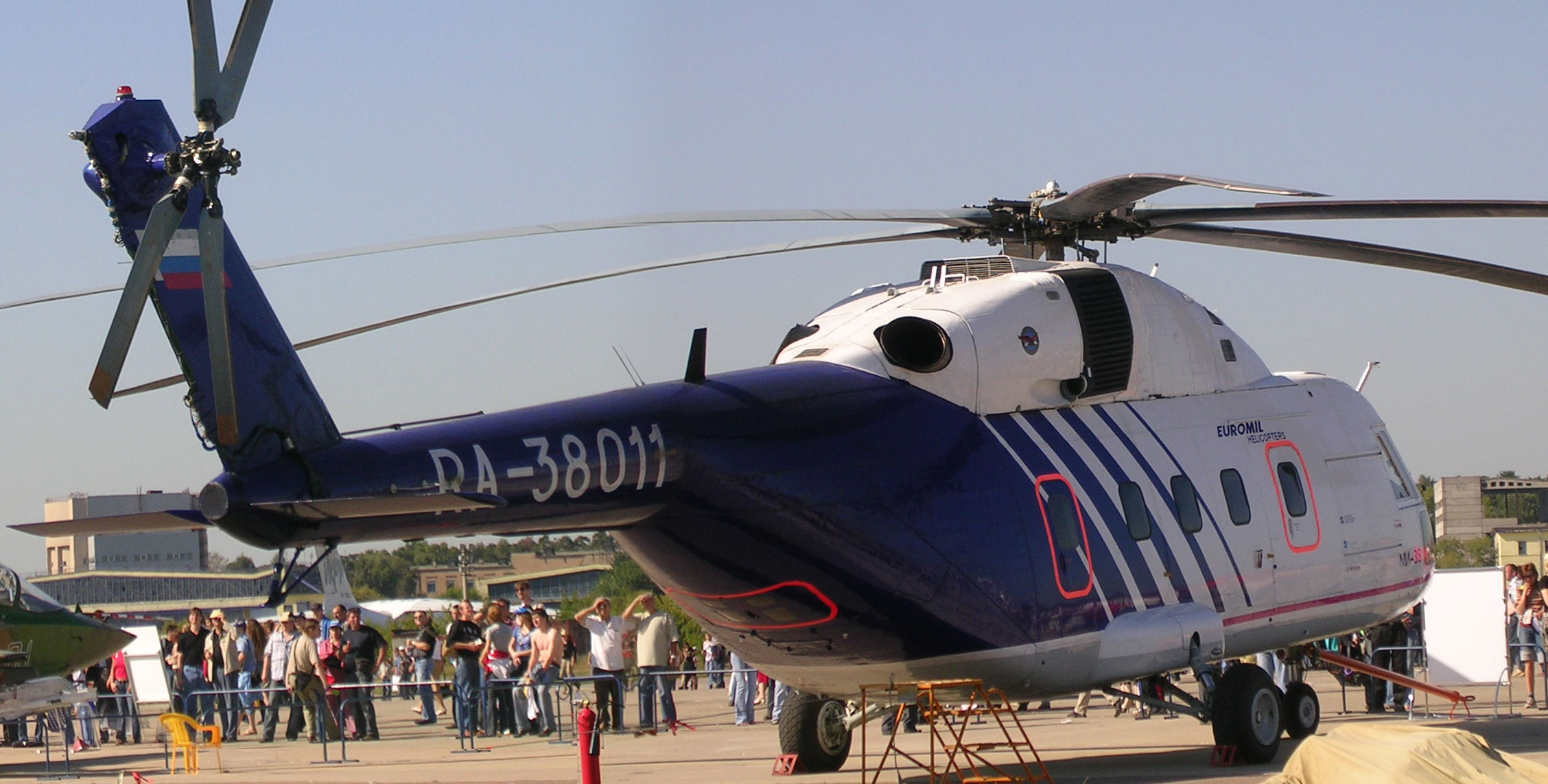
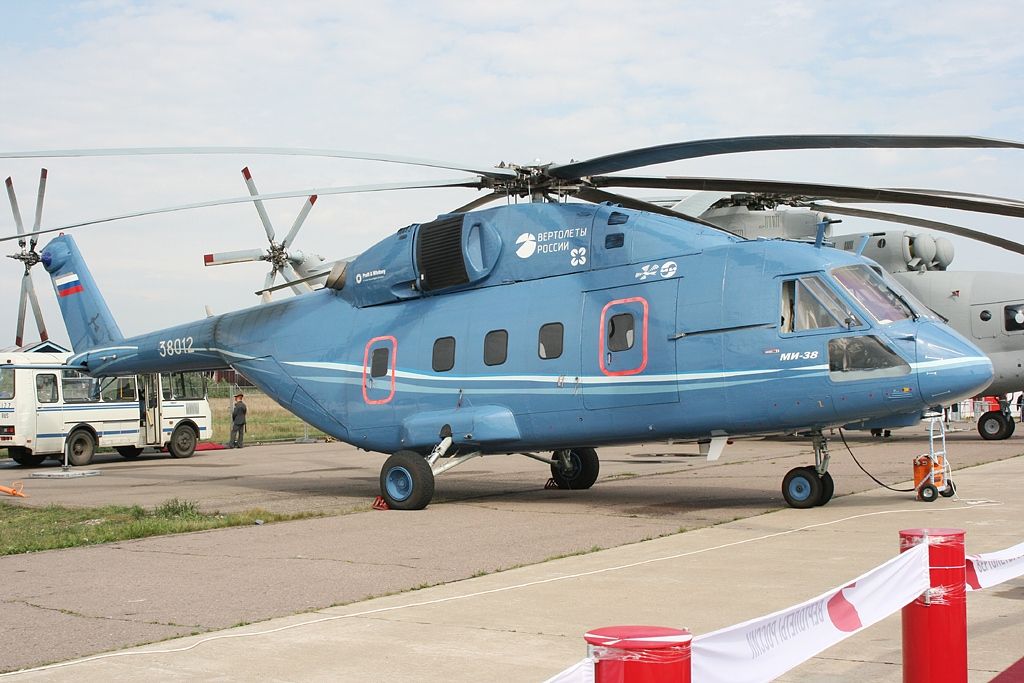
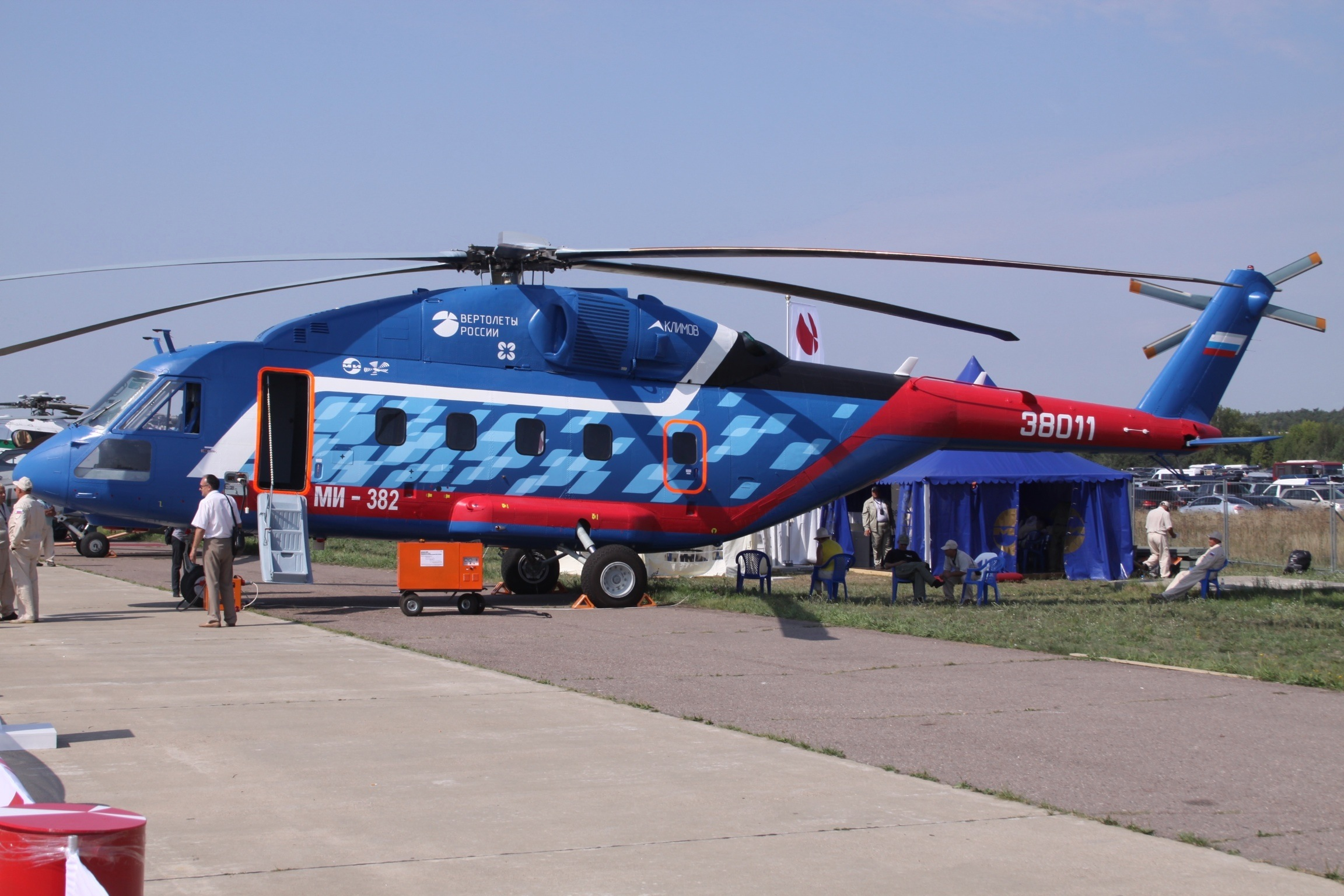
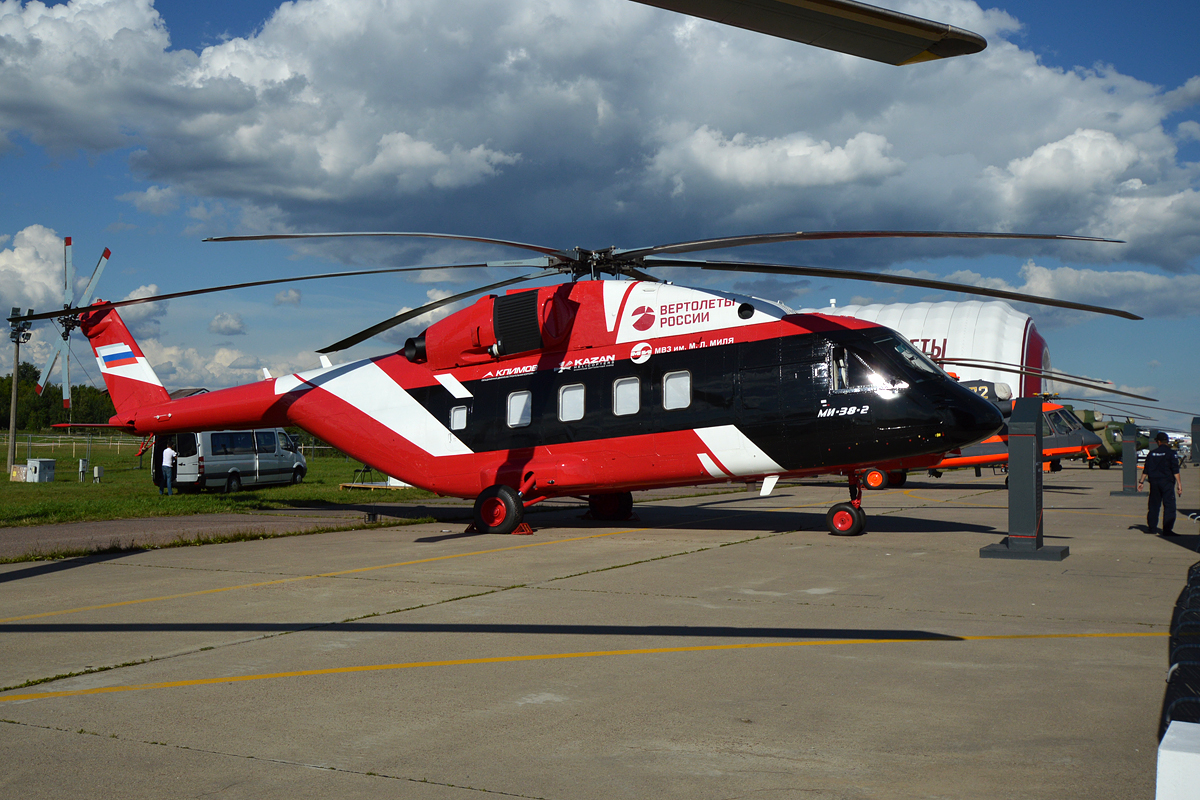
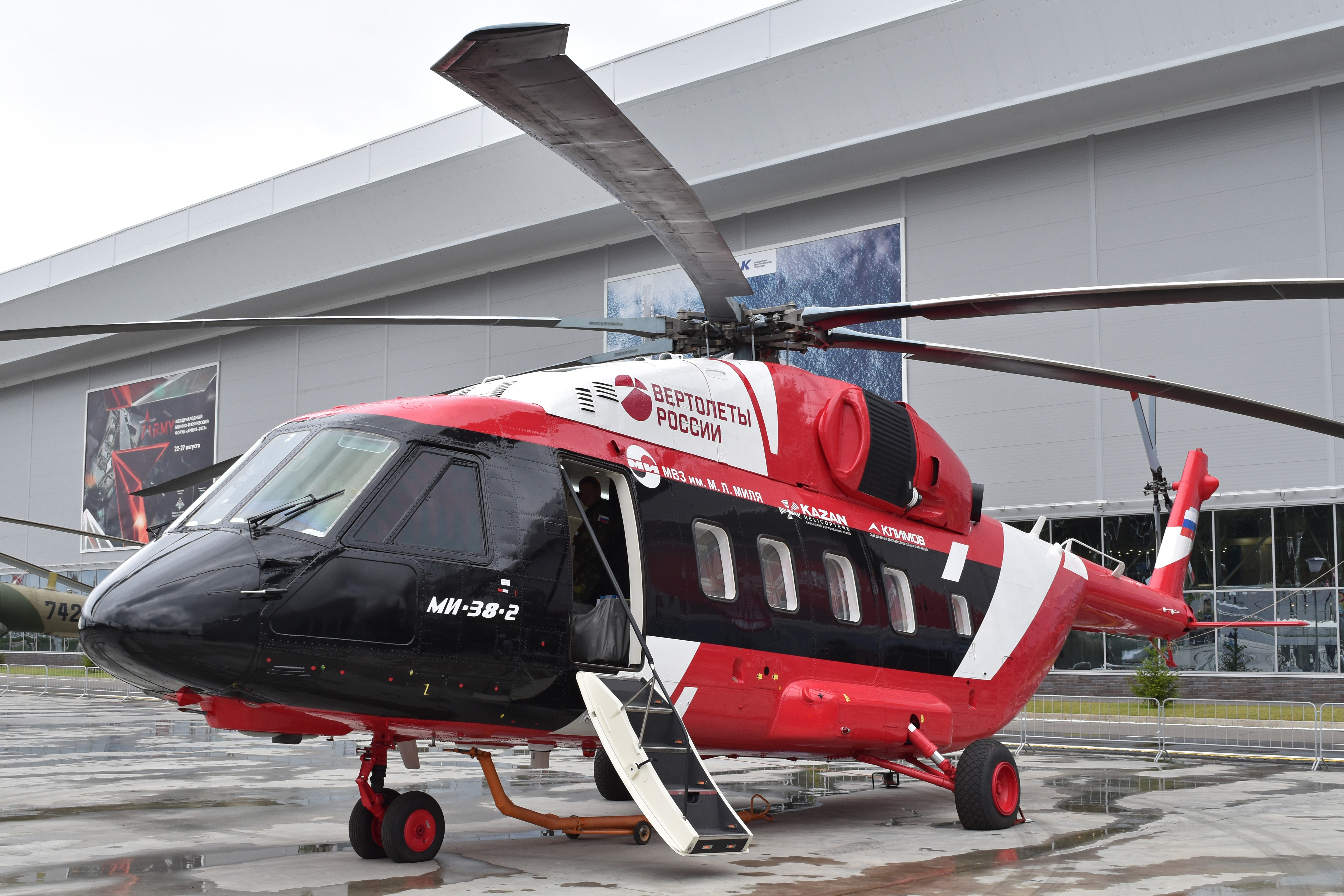

## ویژگی‌های Mi-38
منبع اطلاعات Russian Helicopters
مشخصات عمومی
- خدمه: 1-3
- گنجایش:  ** 40 passengers (under the AP-29 airworthiness regulations)
  - Internal ۶٬۰۰۰ کیلوگرم (۱۳٬۰۰۰ پوند)
  - External ۷٬۰۰۰ کیلوگرم (۱۵٬۰۰۰ پوند)
- طول: 19.70 m[۲] (۶۴٫۶ فوت)
- قطر پروانه بالگرد: 21.10 m (۶۹٫۲ فوت [نیازمند منبع])
- ارتفاع: 5.13 m[۲] (۱۶٫۸ فوت)
- دیسک: مساحت 349.5 m² (۳٬۷۶۲ فوت مربع [نیازمند منبع])
- وزن خالی: 8,300 kg[۲] (۱۸٬۳۰۰ پوند)
- وزن بارگیری: 14,200 kg (۳۱٬۳۰۰ پوند[نیازمند منبع])
- بیشینه وزن برخاست: 16,200 kg (۳۵٬۷۰۰ پوند)
- پیشرانه هواگرد: 2× Klimov TV7-117V توربوشفت, 2,800 shp (۲٬۱۰۰ کیلووات)  هرکدام

 عملکرد 
- سرعت بیشینه: 300 km/h[۲] (۱۹۰ مایل بر ساعت؛ ۱۶۰ گره)
- سرعت پیمایش: 285 km/h (۱۷۷ مایل بر ساعت؛ ۱۵۴ گره)
- برد: 900 km (۵۶۰ مایل؛ ۴۹۰ مایل دریایی) with ۳٬۰۰۰ کیلوگرم (۶٬۶۰۰ پوند) cargo
- برد ترابری: 1,200 km (۷۵۰ مایل؛ ۶۵۰ مایل دریایی) with additional fuel tanks and ۲٬۷۰۰ کیلوگرم (۶٬۰۰۰ پوند) cargo
- سقف پروازی: 5,900 m (۱۹٬۴۰۰ فوت) operational, ۳٬۷۵۰ متر (۱۲٬۳۰۰ فوت) hover
- نرخ اوج‌گیری: 9.2 m/s (۱٬۸۱۰ فوت بر دقیقه)
- بارگیری دیسک: 41 kg/m² (۸٫۴ پوند بر فوت مربع)
- نسبت قدرت به توده: 296 W/kg (۰٫۱۸۰ horsepower per pound [نیازمند منبع])

## لینک‌ها
- وبگاه رسمی